# رحلة ممتعة 2: ديد أهاد
رحلة ممتعة 2: ديد أهاد (بالإنجليزية: Joy Ride 2: Dead Ahead)‏، هو فيلم رعب تم إنتاجه في الولايات المتحدة وكندا و صدر سنة 2007، من بطولة نيكي أيكوكس ونيك زانو وكايل شميد ولورا جوردان، وهو الجزء الثاني من سلسلة أفلام رحلة ممتعة.

## القصة
أثناء ذهابها في رحلة بالسيارة إلى لاس فيجاس مع شقيقتها ميليسا وخطيبها بوبي اللذان خططا للاحتفال بانتهاء العزوبية قبل زواجهما الوشيك. تتوقف كايلا في محطة وقود لتقابل نيك، الشاب الذي تعرفت عليه عبر شبكة الإنترنت واتفقت معه على أن يذهب معها في رحلتها.
وفي الطريق يقنعها نيك أن تتخذ طريقا مختصرا رغم معارضة بوبي للفكرة، وبعد دخول الطريق بقليل تتعطل السيارة. ويعثر الأربعة على منزل في منطقة خالية يقررون ترك السيارة فيه والذهاب للبحث عن المساعدة ثم العودة وتعويض صاحب المنزل عن استخدامه المرآب الخاص به.
ولكن عند عودتهم يكتشفون أن المنزل مملوك لسائق شاحنة سادي يقرر الانتقام منهم بأبشع صورة ممكنة.

## وصلات خارجية
- رحلة ممتعة 2: ديد أهاد على موقع IMDb (الإنجليزية)
- رحلة ممتعة 2: ديد أهاد على موقع روتن توميتوز (الإنجليزية)
- رحلة ممتعة 2: ديد أهاد على موقع نتفليكس (الإنجليزية)
- رحلة ممتعة 2: ديد أهاد على موقع قاعدة بيانات الأفلام العربية
- رحلة ممتعة 2: ديد أهاد على موقع ألو سيني (الفرنسية)
- رحلة ممتعة 2: ديد أهاد على موقع Turner Classic Movies (الإنجليزية)
- رحلة ممتعة 2: ديد أهاد على موقع أول موفي (الإنجليزية)
- رحلة ممتعة 2: ديد أهاد على موقع فيلمافينيتي (الإسبانية)
- رحلة ممتعة 2: ديد أهاد على موقع قاعدة بيانات الأفلام السويدية (السويدية)
- رحلة ممتعة 2: ديد أهاد على موقع قاعدة بيانات الفيلم (الإنجليزية)